# パノラマ (藤岡正明の曲)
「パノラマ」は、藤岡正明の楽曲。彼の6作目のシングルとして2006年6月23日にフロンティアワークスから発売された。

## 概要
前作「雪割草/告白のうた」から約1年2ヶ月ぶりのリリースとなった。表題曲「パノラマ」は、テレビアニメ『学園ヘヴン』の主題歌である。作詞、作曲は自身が担当している。
表題曲が決まるまでは故郷での友人をテーマとした「パノラマ」、彼女との別れを歌った「空色の傘」を候補に挙げていた

## 収録曲
1. パノラマ
作詞・作曲：藤岡正明、編曲：西岡和哉
  - テレビアニメ『学園ヘヴン』エンディングテーマ
2. Route 0
作詞・作曲・編曲：藤岡正明
3. パノラマ（Instrumental）